# Grajewo (district)
Grajewo (powiat grajewski) is een Pools district (powiat) in de woiwodschap Podlachië.
Het district heeft een oppervlakte van 967,24 km² en telt 48.643 inwoners (2014).